# Salomon Mayer Rothschild
Salomon Mayer Rothschild (Fráncfort del Meno, Alemania, 9 de septiembre de 1774 - París, Francia, 28 de julio de 1855) fue un banquero del Imperio austríaco, hijo mayor de Mayer Amschel Rothschild, abrió un banco en Viena en 1821. Entre otros, otorgó un crédito al gobierno austríaco por 900.000 florines. El príncipe Metternich y la casa Habsburg le quedaron adeudados. Se convirtió en el más importante financiador del estado austríaco y uno de los más grandes terratenientes. El banco en Viena permaneció hasta 1938 cuando Hitler anexionó Austria a la Alemania nazi. Además fue un gran coleccionista de obras de arte.